# Alan Hovhaness
Alan Hovhaness (arménsky Ալան Յովհաննէս, 8. března 1911, Somerville u Bostonu – 21. června 2000, Seattle) byl arménsko-americký hudební skladatel. V pantheonu skladatelů 20. století se zařadil mezi nejodvážnější experimentátory na hudebním scéně. Ve známost vešel několika asociativními, přesto spíše konvenčními partiturami, byl jedním z průkopníků propojování hudby západu s východem a starobylého s moderním.

## Život a činnost
Narodil se do rodiny arménského přistěhovalce z Bostonu. V mládí se mu dostalo tradičního hudebního vzdělání, které zahrnovalo velice důkladné studium kontrapunktu. Následně při setkávání s komunitami ze středního východu, Indie a Arménie, vstřebával tyto odlišné kultury, jejich hudbu a zároveň zkoumal jejich filosofie. V New Yorku v roce 1940 našel podporu na východ orientovaných průkopníků jakými byli Henry Cowell, Lou Harrison a John Cage, přesto zachovával věrnost východní hudbě. V té době prohlásil, že je to evropská sofistikovanost, přinutit melodii, aby se podrobila nadvládě harmonie.
V průběhu let během pobytu v Indii, Japonsku a Koreji, získal další hudební napady. Založil vlastní nahrávací společnost Poseidon. Stejně jako překračoval hranice hudebních tradic Henry Cowell, byl i Hovhaness velmi činorodý (sbírka čítá přes 500 prací). Přes nesourodost jeho rozsáhlé produkce je považován za jednoho z průkopníků, který otevřel cestu východním hudebním stylům a jejich začlenění do našeho současného hudebního povědomí.